# 洞穴珍珠
洞穴珍珠（英語：cave pearl）

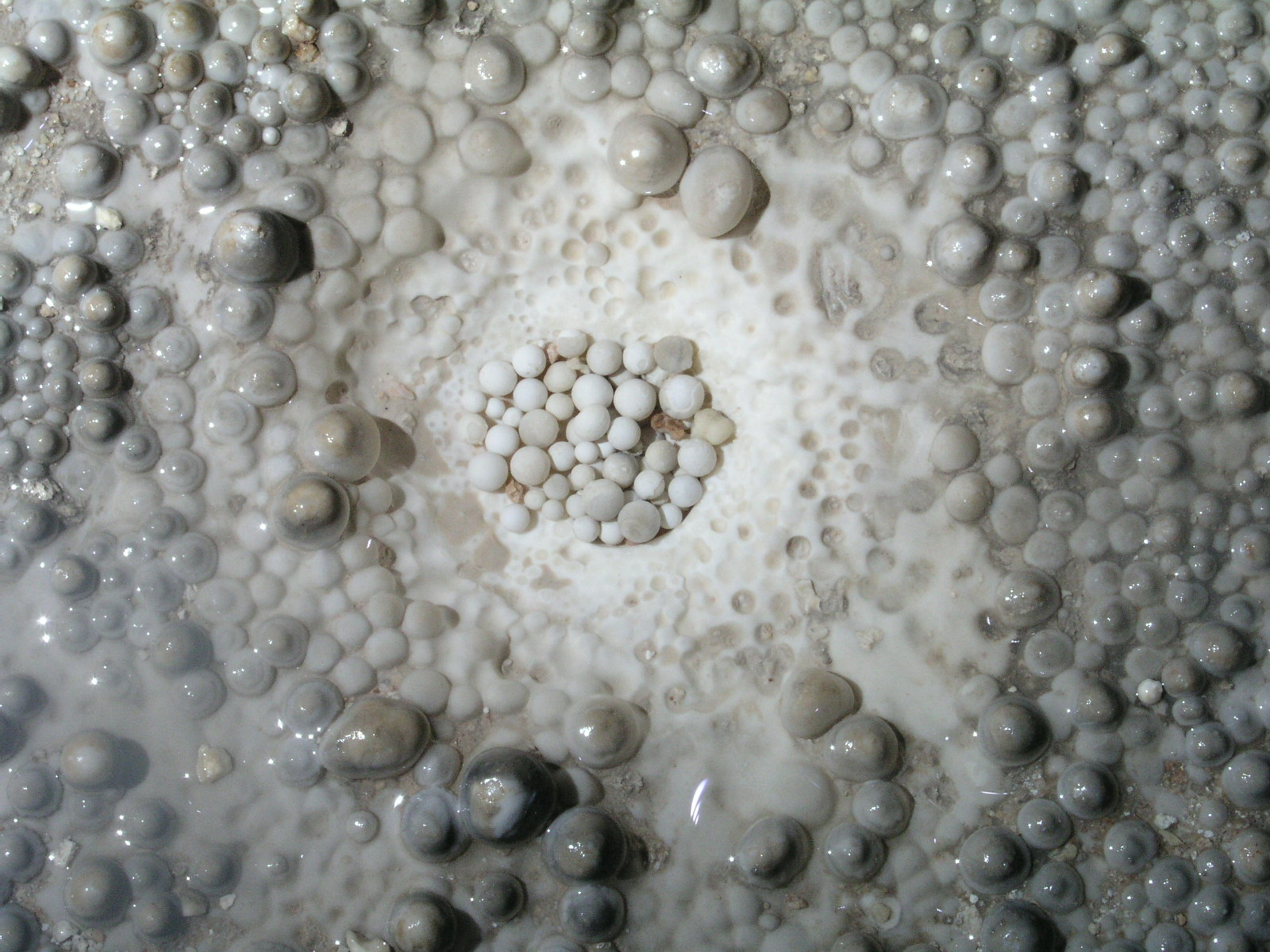
新墨西哥州卡爾斯巴德洞穴(Carlsbad Caverns), 内的洞穴珍珠巢

是指在石灰岩洞穴中的圓形顆粒洞穴沉積物，由鈣鹽凝結而成，具同心層圍繞核心的結構。 因爲流動的水流動，使洞穴珍珠表面光滑有光澤； 如果暴露在空氣中，其表面會被侵蝕而變得粗糙。

### 組成

洞穴沉積解釋圖：Q為洞穴珍珠

洞穴珍珠主要由方解石（碳酸鈣 [CaCO3]）組成。 洞穴珍珠通常歸類于鮞粒岩。 洞穴珍珠也含少量的其他礦物包括石英、磷灰石以及鐵、鋁和鎂等物質。
形成洞穴珍珠由地下水滴入洞穴時，其所含的水溶性碳酸鈣物質因爲失去二氧化碳就會沉澱出方解石。 由於水的劇烈流動而無法形成石筍，就會形成洞穴珍珠。 由於水的流動使其核心（例如一粒沙子）時常被旋轉，以至於能被方解石均勻，逐漸形成同心層的方解石覆蓋如同在軟體動物中形成的生物珍珠方式一樣。但又有報告宣稱 洞穴珍珠的形成可能涉及微生物作用。
洞穴珍珠的形成可能不需要實際水池，只要沉積物保持濕潤並通過滴水攪動即可。 水的攪動會拋光洞穴珍珠而增加其光澤度。 有時洞穴珍珠會相互粘在一起或粘在池底。

### 核心
洞穴珍珠是圍繞一個核心物質形成的。 核通常非常小，如一粒沙子，但也有的大。 [5] 通常核心由外來物質（如石英砂、木頭、骨頭，甚至塑料）構成，而另一些則由鈣化粘土或石灰石構成.

### 形狀
除了典型的球形外，洞穴珍珠也可以是圓柱形、橢圓形、立方體、六角形、盤形或其他不規則形狀。
由於洞珠的核心通常是不規則的，單單是滾動不能讓洞穴珍珠長成圓形。由於球形能在最小表面積上沉積最大量沉積物。若沉積環境穩定且均勻，這種機制有助於球形的形成。有時幾顆洞穴珍珠會粘在一起，形成類似一串葡萄的形狀。

### 尺寸
大多數洞穴珍珠的寬度都小於 1 厘米（0.39 英寸）。 大型洞穴珍珠的直徑可達 20 厘米（7.9 英寸）。 世界上最大的洞穴，越南的山水洞有“棒球大小”的洞穴珍珠。

### 普遍度
洞穴珍珠在洞穴中很普遍，但通常含量很低。
在墨西哥的塔巴斯科（Gruta de las Canicas）的大理石洞穴，含有大量的珍珠：估計在洞穴底部發現了 2 億顆珍珠，在某些地區厚度甚至達一米深。 形成如此大量珍珠的機制尚未確定。
位於新墨西哥州卡爾斯巴德洞穴 (Carlsbad Caverns) 也擁有很多的洞穴珍珠，曾一度被作為紀念品分發給遊客。